# Alfred Lacroix
François Antoine Alfred Lacroix, född 4 februari 1863 i Mâcon, departementet Saône-et-Loire, död 12 mars 1948, var en fransk mineralog.
Lacroix var professor i mineralogi vid Muséum d’histoire naturelle i Jardin des plantes och direktör för dess mineralogiska laboratorium.  Hans rapport över verkningarna av Montagne Pelées utbrott på Martinique 1902 var ett särdeles viktigt bidrag till vulkanforskningen. Han studerade även Vesuvius våldsamma utbrott 1906.
Lacroix blev medlem av Institut de France 1904, ordförande i Société géologique de France 1910, ständig sekreterare i Académie des sciences 1914, korresponderande medlem av Geologiska Föreningen i Stockholm 1916 och ledamot av Vetenskaps- och vitterhetssamhället i Göteborg 1922, samt utländsk ledamot av Kungliga Vetenskapsakademien 1927. Han tilldelades Wollastonmedaljen 1917 och Penrosemedaljen 1930.